# Puya harmsii
Puya harmsii là một loài thực vật có hoa trong họ Bromeliaceae. Loài này được (A.Cast.) A.Cast. miêu tả khoa học đầu tiên năm 1933.